# USサッカーアスリートオブザイヤー

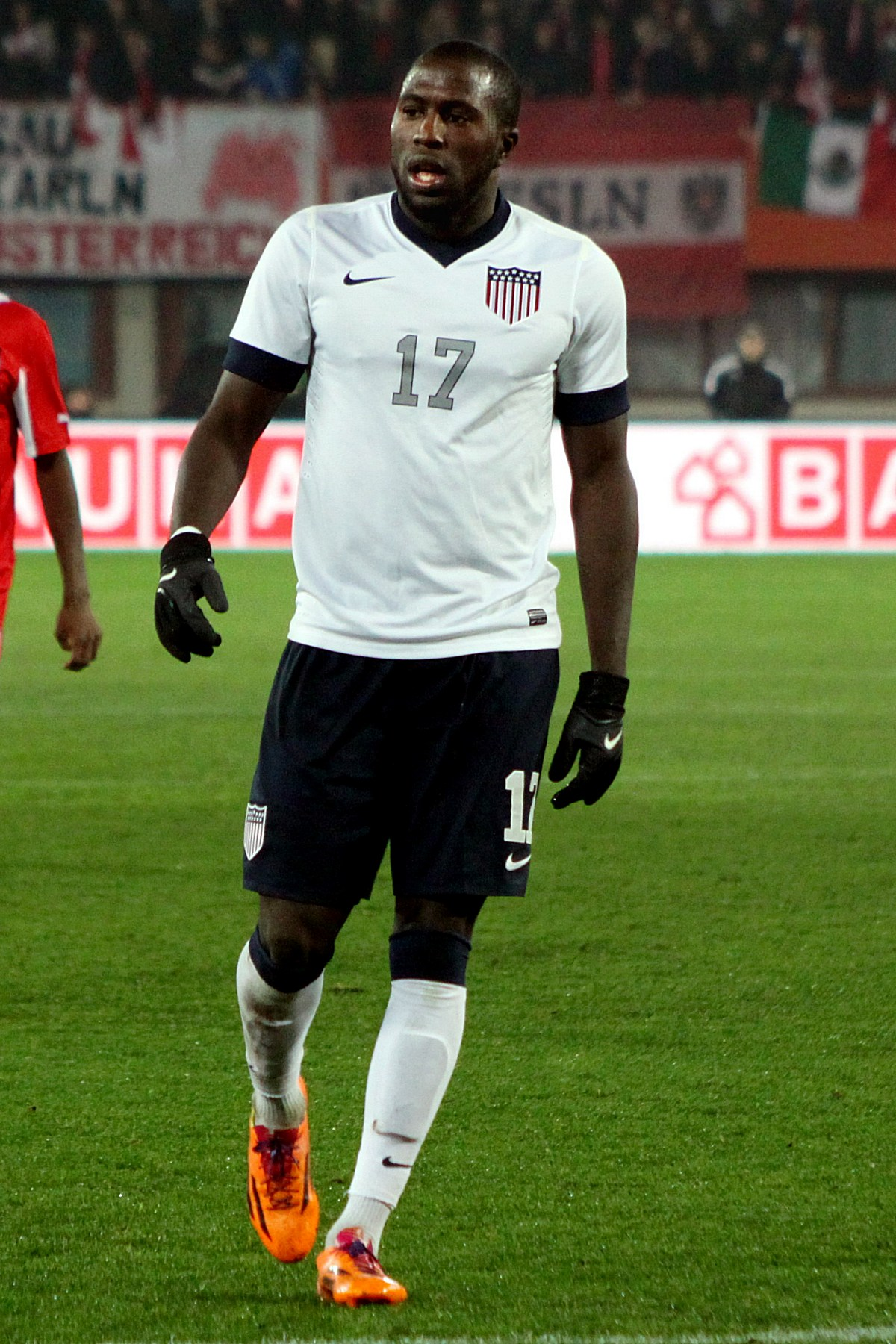
2013年の男子最優秀選手賞を受賞したアルティドール

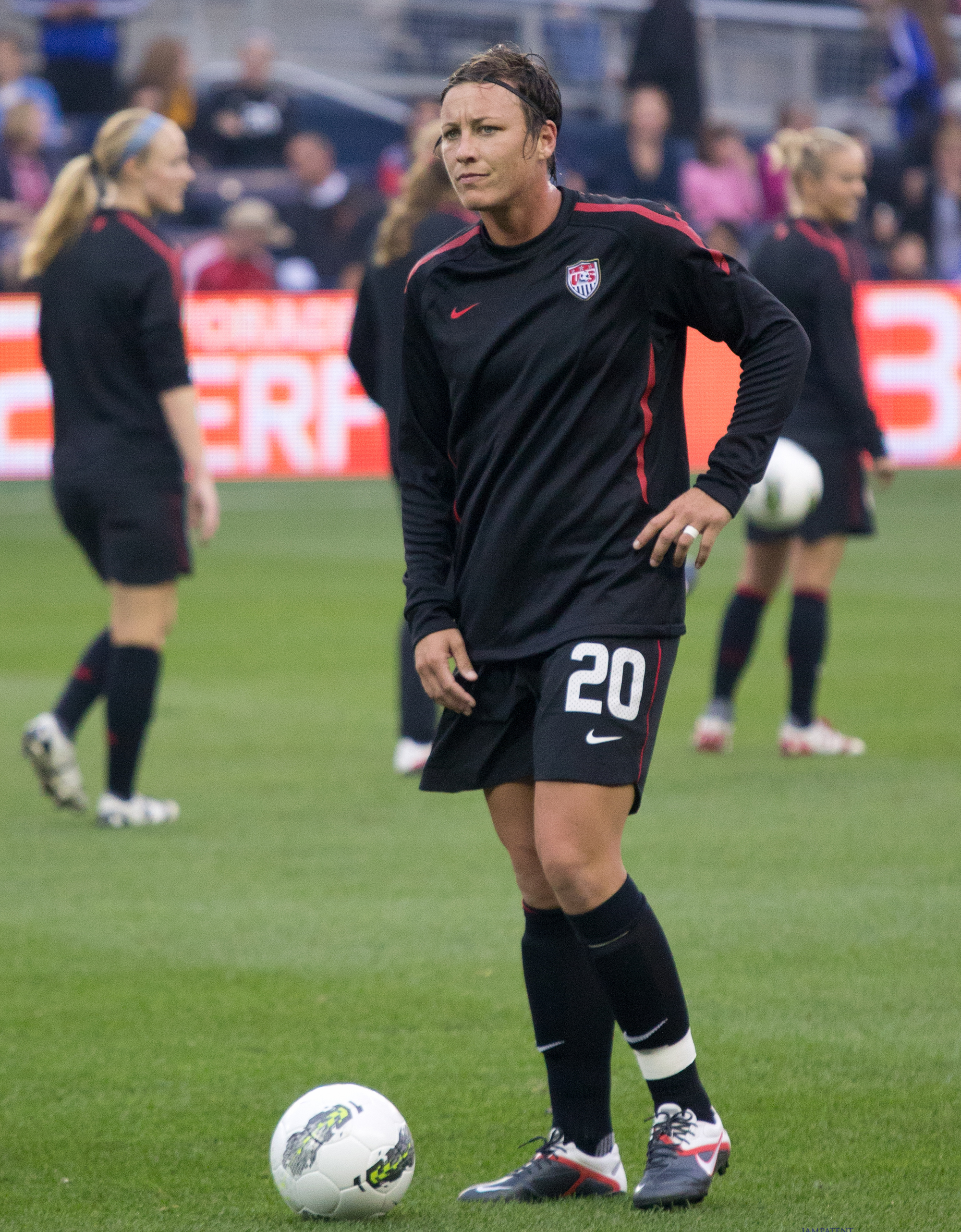
2013年の女子最優秀選手賞を受賞したワンバック

USサッカー・アスリート・オブ・ザ・イヤー(英語: U.S. Soccer Athlete of the Year)は、年間で最も優れたアメリカ人サッカー選手に贈られる賞である。アメリカ合衆国サッカー連盟(USSF)が主催し、アメリカの主要なサッカーの賞ではもっとも長く続いている。男子最優秀選手賞、女子最優秀選手賞、男子若手最優秀選手賞、女子若手最優秀選手賞、障碍者スポーツ最優秀選手賞の5部門がある。ボレーが協賛している。

## 受賞者一覧
| 年   | 男子 最優秀選手              | 女子 最優秀選手              | 男子若手 最優秀選手      | 女子若手 最優秀選手        | 障碍者スポーツ 最優秀選手      |
| ---- | ---------------------------- | ---------------------------- | ------------------------ | -------------------------- | ------------------------------ |
| 1984 | リック・デイヴィス           | 存在せず                     | 存在せず                 | 存在せず                   | 存在せず                       |
| 1985 | ペリー・ヴァン・ダー・ベック | シャロン・レマー             | 存在せず                 | 存在せず                   | 存在せず                       |
| 1986 | ポール・カリジュリ           | エイプリル・ヘインリックス   | 存在せず                 | 存在せず                   | 存在せず                       |
| 1987 | ブレント・ゴーレット         | カリン・ジェニングス＝ガバラ | 存在せず                 | 存在せず                   | 存在せず                       |
| 1988 | ピーター・ヴァームス         | ジョイ・ビーフィールド       | 存在せず                 | 存在せず                   | 存在せず                       |
| 1989 | マイク・ウィンディシュマン   | エイプリル・ヘインリックス   | 存在せず                 | 存在せず                   | 存在せず                       |
| 1990 | タブ・ラモス                 | ミシェル・エイカーズ         | 存在せず                 | 存在せず                   | 存在せず                       |
| 1991 | ヒューゴ・ペレス             | ミシェル・エイカーズ         | 存在せず                 | 存在せず                   | 存在せず                       |
| 1992 | マルセロ・バルボア           | カリン・ジェニングス＝ガバラ | 存在せず                 | 存在せず                   | 存在せず                       |
| 1993 | トーマス・ドゥーリー         | クリスティン・リリー         | 存在せず                 | 存在せず                   | 存在せず                       |
| 1994 | マルセロ・バルボア           | ミア・ハム                   | 存在せず                 | 存在せず                   | 存在せず                       |
| 1995 | アレクシー・ララス           | ミア・ハム                   | 存在せず                 | 存在せず                   | 存在せず                       |
| 1996 | エリック・ウィナルダ         | ミア・ハム                   | 存在せず                 | 存在せず                   | 存在せず                       |
| 1997 | ケーシー・ケラー             | ミア・ハム                   | 存在せず                 | 存在せず                   | 存在せず                       |
| 1998 | コビ・ジョーンズ             | ミア・ハム                   | ジョシュ・ウルフ         | Cindy Parlow               | 存在せず                       |
| 1999 | ケーシー・ケラー             | ミシェル・エイカーズ         | ベン・オルセン           | Lorrie Fair                | 存在せず                       |
| 2000 | クリス・アーマス             | ティファニー・ミルブレット   | ランドン・ドノヴァン     | Aly Wagner                 | 存在せず                       |
| 2001 | アーニー・スチュワート       | ティファニー・ミルブレット   | ダマーカス・ビーズリー   | Aleisha Cramer             | 存在せず                       |
| 2002 | ブラッド・フリーデル         | シャノン・マクミラン         | ボビー・コンベイ         | Lindsay Tarpley            | 存在せず                       |
| 2003 | ランドン・ドノヴァン         | アビー・ワンバック           | フレディ・アドゥ         | Cat Reddick                | 存在せず                       |
| 2004 | ランドン・ドノヴァン         | アビー・ワンバック           | エディ・ジョンソン       | Heather O'Reilly           | 存在せず                       |
| 2005 | ケーシー・ケラー             | クリスティン・リリー         | ベニー・ファイルハーバー | Lori Chalupny              | 存在せず                       |
| 2006 | オグチ・オニェウ             | クリスティン・リリー         | ジョジー・アルティドール | Danesha Adams              | 存在せず                       |
| 2007 | クリント・デンプシー         | アビー・ワンバック           | マイケル・ブラッドリー   | Lauren Cheney              | 存在せず                       |
| 2008 | ティム・ハワード             | カーリー・ロイド             | サーシャ・クリエスタン   | Kristie Mewis              | 存在せず                       |
| 2009 | ランドン・ドノヴァン         | ホープ・ソロ                 | ルイス・ジル             | トビン・ヒース             | 存在せず                       |
| 2010 | ランドン・ドノヴァン         | アビー・ワンバック           | ゲイル・アグボソモンデ   | ビアンカ・ヘニンガー       | 存在せず                       |
| 2011 | クリント・デンプシー         | アビー・ワンバック           | ブレク・シェイ           | シドニー・ルルー           | 存在せず                       |
| 2012 | クリント・デンプシー         | アレックス・モーガン         | ルビオ・ルビン           | ジュリー・ジョンストン     | フェリシア・シュローダー       |
| 2013 | ジョジー・アルティドール     | アビー・ワンバック           | ウィル・トラップ         | リンジー・ホラン           | レネ・レンテリア               |
| 2014 | ティム・ハワード             | ローレン・ホリデイ           | デアンドレ・イェドリン   | モーガン・ブライアン       | ガヴィン・シバヤン             |
| 2015 | マイケル・ブラッドリー       | カーリー・ロイド             | マット・ミアズガ         | マロリー・ピュー           | ケヴィン・ヘンスリー           |
| 2016 | ジョジー・アルティドール     | トビン・ヒース               | クリスチャン・プリシッチ | アシュリー・サンチェス     | アダム・バロー                 |
| 2017 | クリスチャン・プリシッチ     | ジュリー・エルツ             | ジョシュ・サージェント   | ソフィア・スミス           | ショーン・ボイル               |
| 2018 | ザック・ステッフェン         | アレックス・モーガン         | アレックス・メンデス     | ティエルナ・デイビッドソン | グレイシー・フィッツジェラルド |
| 2019 | クリスチャン・プリシッチ     | ジュリー・エルツ             | セルジーニョ・デスト     | ブリアンナ・ピント         | ニック・メイヒュー             |
| 2020 | ウェストン・マッケニー       | サム・メウィス               | ジョヴァンニ・レイナ     | ナオミ・ギルマ             |                                |
| 2021 | クリスチャン・プリシッチ     | リンジー・ホラン             | リカルド・ペピ           | トリニティ・ロドマン       |                                |

## 受賞回数ランキング

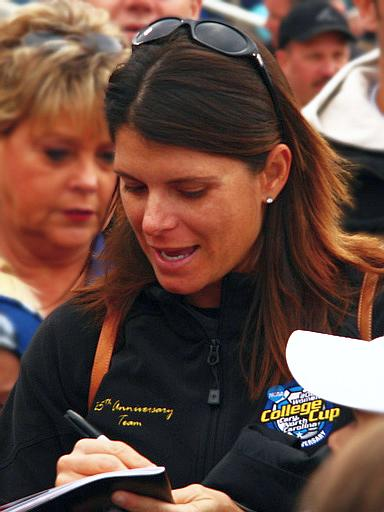
女子最優秀選手賞を5回受賞したハム

### 男子最優秀選手賞
| 順位 | 回数 | 選手                     | 受賞年                 |
| ---- | ---- | ------------------------ | ---------------------- |
| 1位  | 4回  | ランドン・ドノヴァン     | 2003, 2004, 2009, 2010 |
| 2位  | 3回  | ケイシー・ケラー         | 1997, 1999, 2005       |
| 2位  | 3回  | クリント・デンプシー     | 2007, 2011, 2012       |
| 2位  | 3回  | クリスチャン・プリシッチ | 2017, 2019, 2021       |
| 4位  | 2回  | マルセロ・バルボア       | 1992, 1994             |
| 4位  | 2回  | ティム・ハワード         | 2008, 2014             |
| 4位  | 2回  | ジョジー・アルティドール | 2013, 2016             |

### 女子最優秀選手賞
| 順位 | 回数 | 選手                         | 受賞年                             |
| ---- | ---- | ---------------------------- | ---------------------------------- |
| 1位  | 6回  | アビー・ワンバック           | 2003, 2004, 2007, 2010, 2011, 2013 |
| 2位  | 5回  | ミア・ハム                   | 1994, 1995, 1996, 1997, 1998       |
| 3位  | 3回  | ミシェル・エイカーズ         | 1990, 1991, 1999                   |
| 3位  | 3回  | クリスティン・リリー         | 1993, 2005, 2006                   |
| 5位  | 2回  | エイプリル・ヘインリックス   | 1986, 1989                         |
| 5位  | 2回  | カリン・ジェニングス＝ガバラ | 1987, 1992                         |
| 5位  | 2回  | ティファニー・ミルブレット   | 2000, 2001                         |
| 5位  | 2回  | カーリー・ロイド             | 2008, 2015                         |
| 5位  | 2回  | ジュリー・エルツ             | 2017, 2019                         |